# ویلیام شانر
ویلیام شانر (انگلیسی: William Shaner؛ زادهٔ ۲۵ آوریل ۲۰۰۱) تیرانداز اهل آمریکا است.
وی در مسابقات کشوری و بین‌المللی در مجموع برندهٔ ۱ مدال طلا، ۱ مدال برنز شده‌است.